# Befektetéssel kombinált hitel
A befektetéssel kombinált hitel (vagy helyesebben mondva életbiztosítással kombinált hitel) lényege, hogy ellentétben a hagyományos - annuitásos - hitellel, a tőketörlesztést nem a bank felé kell megfizetni. Helyette a tőkerész egy hosszú távú megtakarítás célú életbiztosításba kerül befizetésre, és a banknak csak a kamatot és kezelési költséget kell havonta fizetni.
A tőketartozás a futamidő alatt - módozattól függően - az életbiztosításban megtakarított és befektetett pénzből kerül törlesztésre.

## Módozatai
Az életbiztosítás típusa szerint:
- Vegyes életbiztosítással kombinált hitel
- Unit-linked életbiztosítással kombinált hitel

Tőke törlesztése szerint
- Végtörlesztéses: A teljes futamidő alatt a megtakarításban van elhelyezve a tőkerész, és lejáratkor innen, egy összegben kerül kifizetésre a banknak.
- Lépcsőzetes: A futamidő alatt előre meghatározott ütemben, több részletben történik az életbiztosításból a tőketörlesztés a bank felé.
- Halasztott: A hitel lejárata előtt egyszer történik tőketörlesztés az életbiztosításból, majd a továbbra is fennálló tartozást annuitásos hitelként kell fizetni a hitel lejáratáig.

## Előnyei, hátrányai
Ezeknek a típusú hiteleknek ugyanabból ered a legfőbb előnye, mint a legnagyobb hátránya is. Az életbiztosításban megtakarított összeg ugyanis befektetésre kerül, így ha jó befektetést választ a hitel felvevője, a futamidő végén a hitel visszafizetése után is marad még pénze az életbiztosításból. Azonban ha rossz döntést hoz, az is elképzelhető hogy a megtakarítás végösszege nem fedezi a fennálló tartozását, így a különbözetet "zsebből" kell fizetnie.